# Sāng-e Karmū Shīrzādī
Sāng-e Karmū Shīrzādī (persiska: سنگ کرمو شیرزادی) är en ort i Iran.   Den ligger i provinsen Kermanshah, i den västra delen av landet, 500 km väster om huvudstaden Teheran. Sāng-e Karmū Shīrzādī ligger 893 meter över havet och antalet invånare är 276.
Terrängen runt Sāng-e Karmū Shīrzādī är huvudsakligen kuperad, men åt nordost är den bergig. Runt Sāng-e Karmū Shīrzādī är det ganska glesbefolkat, med 38 invånare per kvadratkilometer. Närmaste större samhälle är Gīlān-e Gharb, 3,9 km norr om Sāng-e Karmū Shīrzādī. Omgivningarna runt Sāng-e Karmū Shīrzādī är i huvudsak ett öppet busklandskap.